# Clothilde Magnan
Pour les articles homonymes, voir Magnan.
Clothilde Magnan est une escrimeuse française, née le 5 mars 1973 à Boulogne-sur-Mer. Son arme est le fleuret. Elle est licenciée à l'ASPTT Aix-en-Provence. 
Elle a participé aux épreuves individuelle et par équipes des Jeux d'Atlanta, au fleuret. Se classant vingt-troisième en individuel, elle échoue en quarts de finale avec la sélection nationale. Elle finit cinquième à l'issue du match de classement.
Elle est la fille de Jean-Claude Magnan, champion olympique et plusieurs fois champion du monde, au fleuret également.

## Palmarès

### Compétitions françaises
- Vice-championne de France junior 1991,
- Vice-championne de France sénior en 1992,
- Championne de France Junior en 1992 et 1993,
- Médaille de bronze aux Championnats de France sénior en 1993,
- Championne de France sénior en 1994, 1995, 1997, 1998.

### Compétitions internationales
- médaille de bronze aux Championnats du monde Junior en 1992,
- médaille de bronze aux Jeux Méditerranéens 1993.